# Ferdinand d'Autriche (1609-1641)
Ferdinand d’Autriche (en espagnol, cardenal-infante don Fernando de España ; en allemand, Ferdinand von Österreich), appelé don Fernando ou encore cardinal-infant, né le 16 mai 1609  au palais de L’Escurial, mort le 9 novembre 1641 à Bruxelles est un gouverneur des Pays-Bas espagnols, cardinal, infant d’Espagne, archevêque de Tolède (1619-1641) et un chef militaire de la guerre de Trente Ans.

## Biographie

### Jeunesse
Il est né au palais de l'Escurial, non loin de Madrid, fils puîné de Philippe III d'Espagne et de son épouse Marguerite d'Autriche-Styrie qui était la sœur de Ferdinand II, empereur du Saint-Empire. Il était donc frère de Philippe IV qui accéda au trône en 1621, d'Anne d'Autriche, reine de France et de l'impératrice Marie-Anne épouse de Ferdinand III du Saint-Empire.
De 1616 à 1626, il eut pour aumonier Antonio Mira de Amescua.
Son père voulut lui assurer une carrière dans l'Église catholique : il fut donc archevêque de Tolède dès 1619 et peu de temps après reçut, à titre honorifique, son chapeau de cardinal. Ainsi fut-il habituellement désigné comme « cardinal-infant » pour sa double qualité de prince de l'Église et de prince du sang de la famille royale espagnole. Malgré ces titres, il ne fut jamais ordonné prêtre, et ceci n'était pas rare dans la haute aristocratie européenne de ce temps.

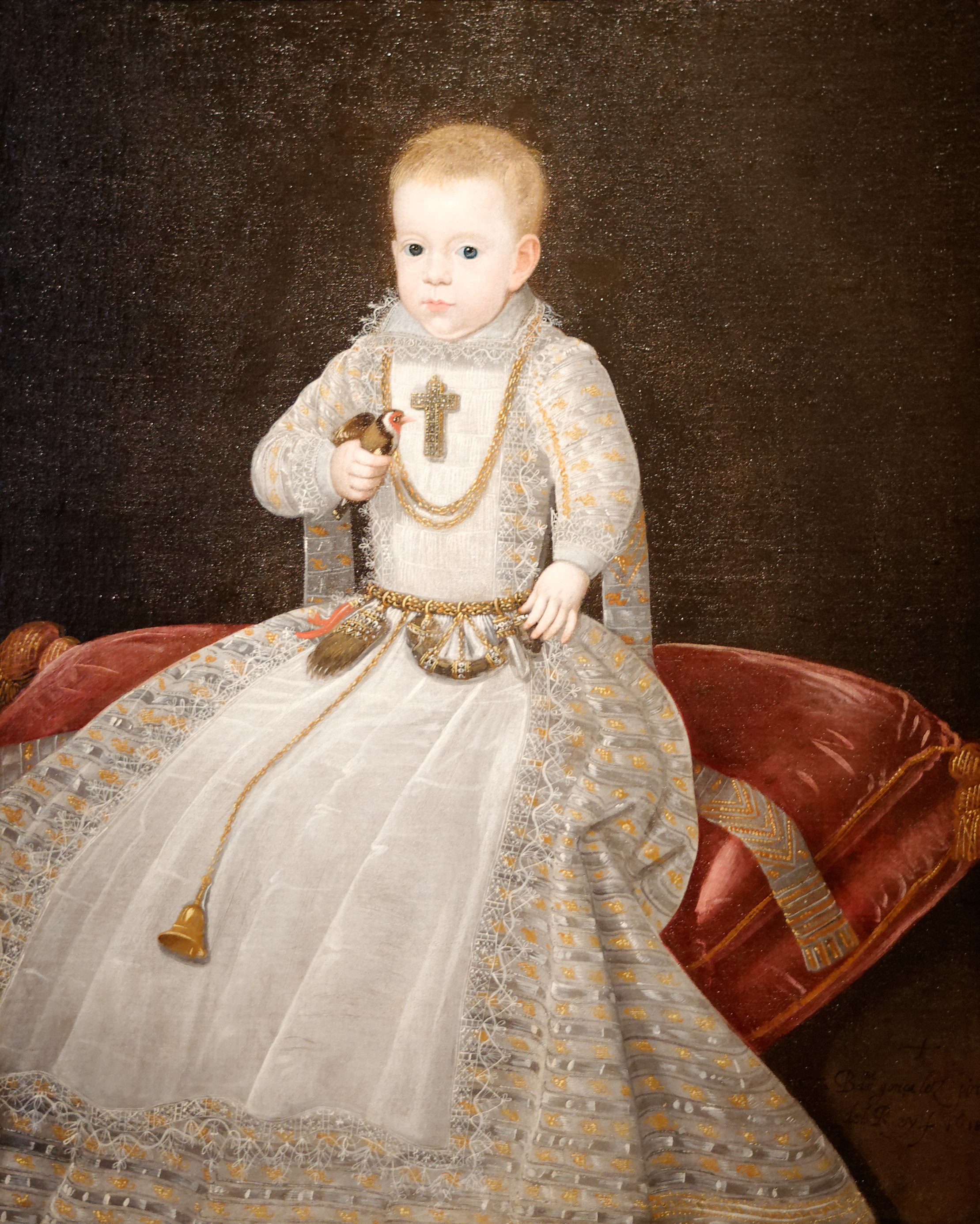
Portrait de l'Infant don Fernando d'Autriche par Bartolomé González y Serrano.
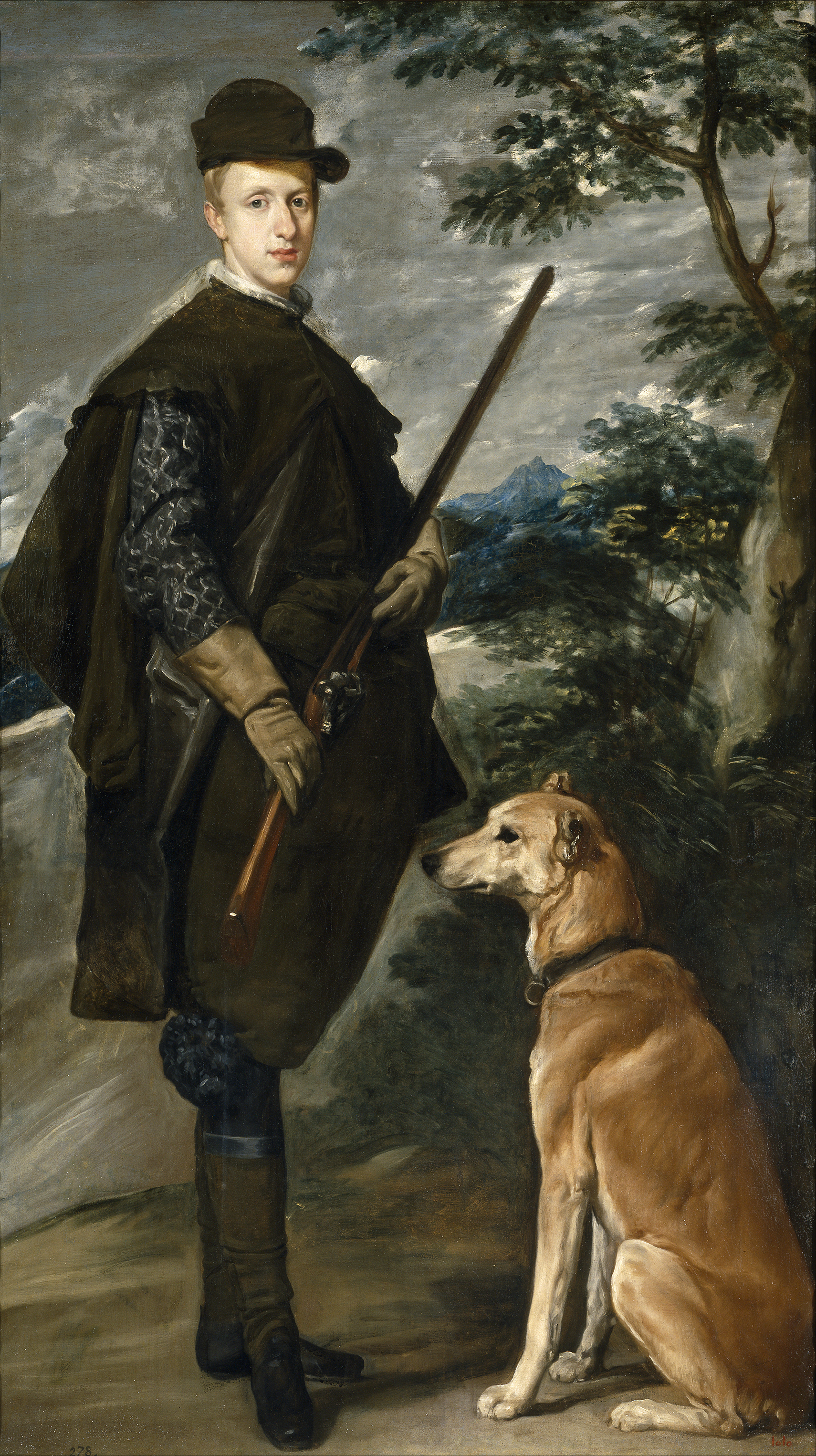
Ferdinand d'Autriche par Diego Vélasquez (c 1633)

### La marche vers les Pays-Bas espagnols
En 1630, l'infante Isabelle-Claire-Eugénie d'Autriche, tante de Ferdinand projette de faire de lui son successeur comme gouverneur des Pays-Bas espagnols. Pour se rendre aux Pays-Bas avec une suite convenant à un gouverneur, il doit être accompagné d'une puissante armée.
L'infant quitte l'Espagne en 1633. La guerre de Trente Ans ravage l'Europe et naviguer par mer depuis l'Espagne est impossible à cause de la puissante marine néerlandaise ennemie ; l'infant, suivi de son armée et de sa suite, se rend donc par bateau à Gênes, rejoint dans le duché de Milan l'armée espagnole qui y stationne et la conduit à travers la Lombardie. Le duché de Lorraine étant occupé par l'armée Française, il prend la route qui passe par le Tyrol, traverse la Souabe puis longe le Rhin jusqu'aux Pays-Bas espagnols.
Ferdinand prévoit aussi d'assurer son ravitaillement grâce à une chaîne de garnisons, et de soutenir son cousin, le futur Ferdinand III, fils de l'empereur, qui menait les impériaux contre les Suédois durant la guerre de Trente Ans.
Alors que la maladie retarde son voyage, il envoie la moitié de son armée à Gomez Suarez de Figueroa y Cordoba, duc de Feria. Cependant, cette armée souffre de nombreuses pertes contre Bernard de Saxe-Weimar et Gustaf Horn. Les Espagnols demandent 4 000 cavaliers à Wallenstein mais lorsqu'un refus leur est opposé, ils doivent recruter eux-mêmes les troupes nécessaires. Entre-temps, l'infant apprend le décès de sa tante le 1er décembre 1633. Il parvient à reprendre son périple en 1634, récupérant en Bavière les débris de l'armée de Gómez Suárez.

### Bataille de Nördlingen

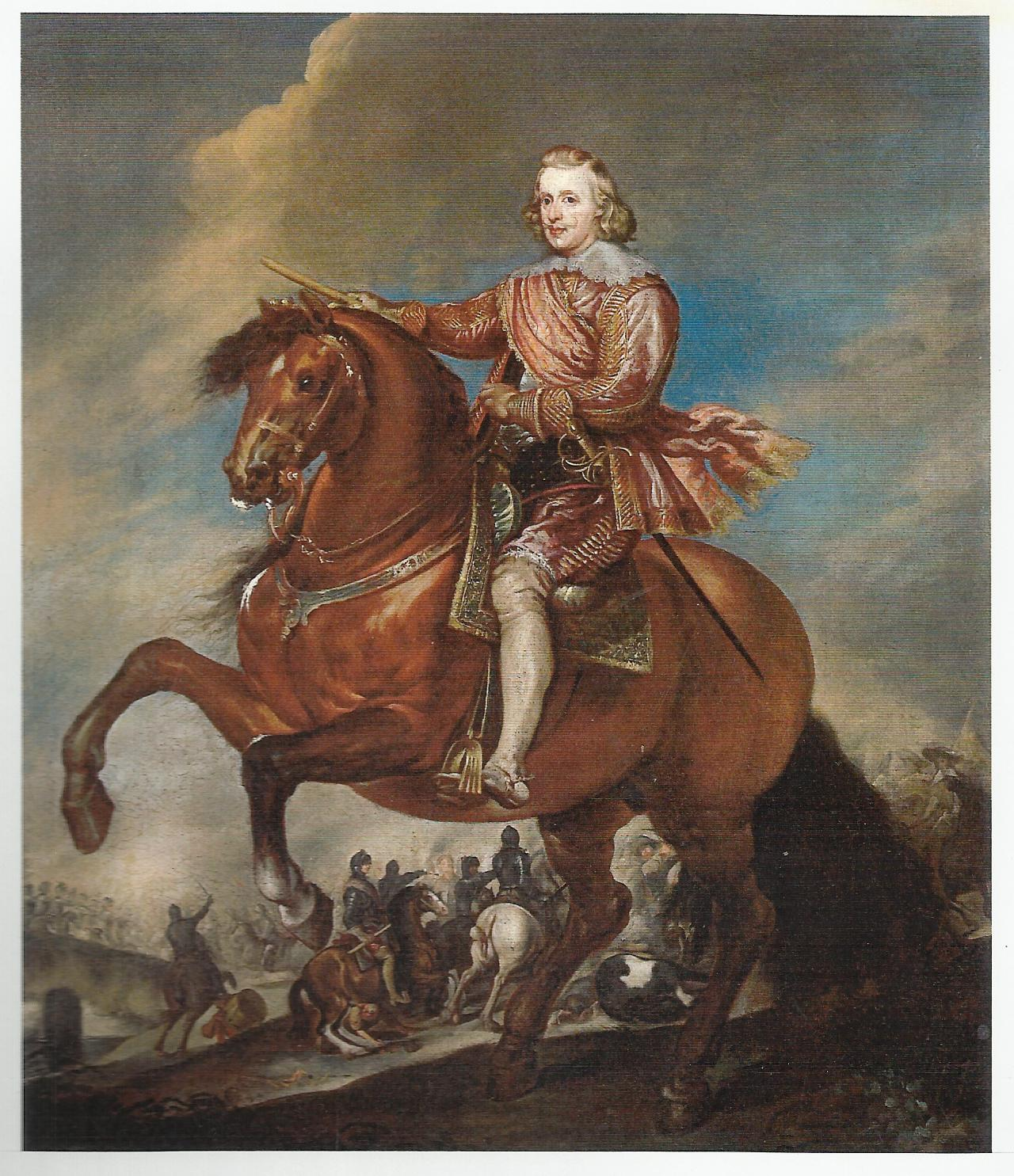
Ferdinand d'Autriche à la bataille de Nördlingen. Toile attribuée à Diego Vélasquez, milieu du XVII.

Pendant ce temps, les troupes du roi de Hongrie, Ferdinand, ont battu l'armée suédoise à Ratisbonne en 1634. Lui et son cousin le cardinal-infant font alors marche pour joindre leurs deux armées. Les forces suédoises commandées par Bernard de Saxe-Weimar et Gustaf Horn tentent désespérément d'empêcher cette jonction mais sont incapables de rattraper Ferdinand de Hongrie. Le cardinal-infant passe le Danube en août 1634 et les deux armées font leur jonction dès le mois de septembre, établissant leur campement en Souabe au sud de Nördlingen. Cette ville est alors défendue par une petite garnison suédoise.
Peu de temps après, Bernard de Saxe-Weimar et Gustaf Horn arrivent également et font leur préparatifs en vue de la rencontre décisive. Les deux cousins Ferdinand se préparent aussi à la bataille, négligeant les conseils de leurs généraux plus expérimentés, tel le général impérial Matthias Gallas. Dans l'autre camp, les préparatifs se font aussi mais les deux chefs sont en désaccord. En outre, ils sous-estiment la supériorité numérique des forces catholiques et, malgré des rapports réalistes qui leur sont fournis, estiment à 7 000, et non à 21 000 comme c'était le cas, le nombre de fantassins qui devaient combattre leurs propres forces, soit 16 000 hommes. Pendant la bataille qui suit, tout se passe au plus mal pour les forces suédoises, et les deux Ferdinand peuvent s'assurer une victoire écrasante. Gustaf Horn est fait prisonnier, l'armée suédoise est anéantie et les débris qui en restent et s'enfuient vers Heilbronn ne rappellent plus rien de l'armée glorieuse, et jusque-là victorieuse, dont ils ont fait partie.
Le récit de cette bataille donne lieu à un véritable morceau de bravoure dans le dernier des romans picaresques espagnols, intitulé La vida y hechos de Estebanillo González (1646). Le narrateur de ce roman autobiographique, qui devient précisément bouffon du cardinal-infant entre 1639 et 1641, y dépeint en effet la bataille depuis un point de vue complètement anti-héroïque, qui annonce les pages de Stendhal sur la bataille de Waterloo dans La Chartreuse de Parme.

### Gouverneur des Pays-Bas espagnols
Ferdinand de Hongrie aurait souhaité que son cousin demeurât en Allemagne avec son armée de manière à y consolider leur position. Mais le cardinal-infant reprend la marche vers Bruxelles avec ses troupes aussitôt la bataille terminée. À la fin de l'année 1634, il fait son entrée dans la capitale du Brabant avec toute la pompe qui convient à un gouverneur général. Du fait de l'impopularité du clergé dans cette ville, il met de côté sa dignité de prince de l'Église et met plutôt l'accent sur sa qualité de prince du sang royal.

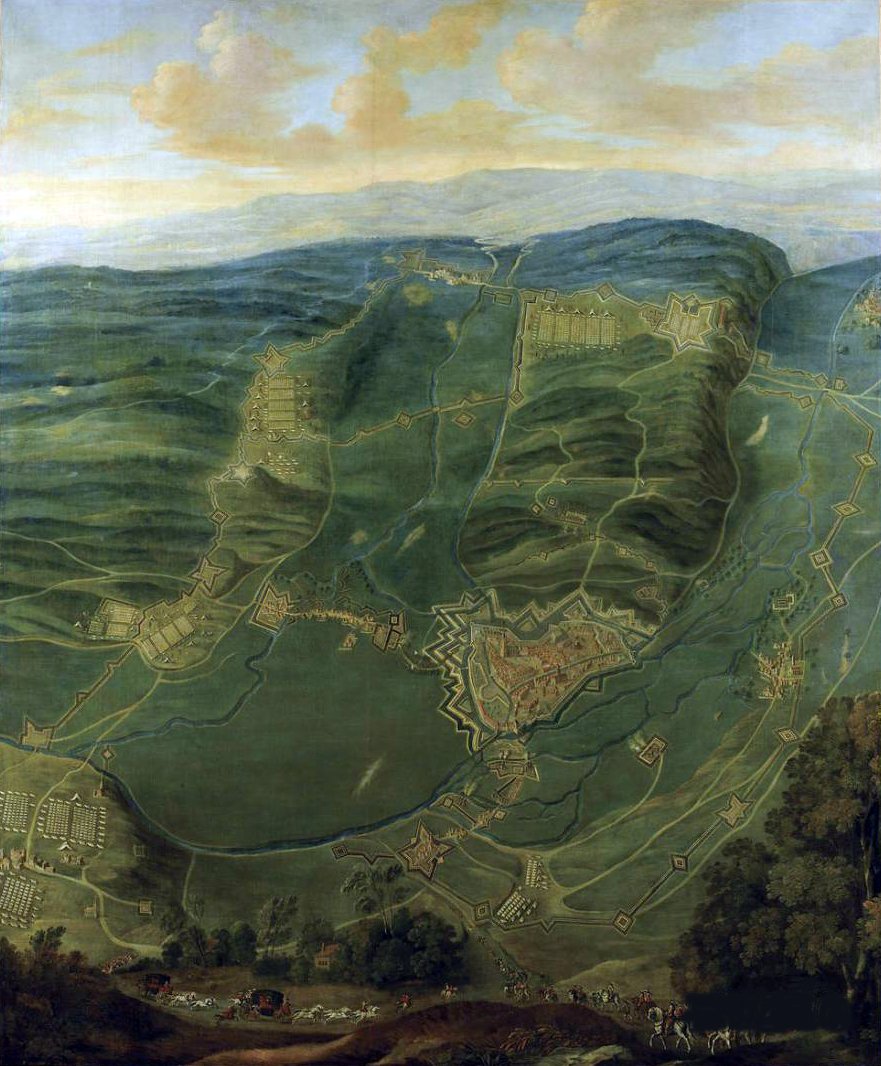
Reprise de Corbie par les Français, le 14 novembre 1636

Seulement âgé de 25 ans, c'est un politicien habile ainsi qu'un diplomate avisé. Il réforme rapidement le gouvernement et l'armée. Avant tout, il s'assure de l'appui des Flamands contre la France. Pourtant ses pouvoirs sont bridés par Madrid et le chef des forces armées reçoit pour instruction d'obéir, si nécessaire, plutôt aux ordres venus d'Espagne qu'à ceux du gouverneur.

### La guerre contre la France
1635 est l'année de l'entrée en guerre de la France. Les Français attaquent dans la région de Namur (bataille des Avins) pour faire leur jonction vers Maastricht avec les Hollandais en rébellion. Ces derniers, après le sac de Tirlemont, mettent le siège devant Louvain mais coupée de ses arrières par Piccolomini, leur armée se débande et les Français doivent se retirer. À la suite de quoi don Fernando peut reprendre les villes de Diest, Goch, Gennep, Limburg et Schenk. 
En 1636, il chasse les derniers pasteurs protestants des Pays-Bas espagnols et remporte plusieurs succès militaires importants dans le nord de la France en s'emparant de Hirson, du Catelet, de La Capelle, en franchissant la Somme, en prenant Corbie, en Picardie et en menaçant Paris. 
Cette avancée ne se poursuit pas, en novembre, Louis XIII de France, son beau-frère, reprend Corbie. Sur un autre front, le cardinal-infant renforce par ailleurs la défense de Luxembourg à l'aide de troupes croates.

### Déboires militaires et rumeurs infamantes
Cependant, le 10 octobre 1637, Breda retombe aux mains des Hollandais du prince d'Orange Frédéric-Henri après un siège qui a duré dix mois et qui met un terme à douze ans d'occupation par les Espagnols. Malgré des tentatives réitérées, le cardinal-infant ne parvient pas à reprendre la place forte ce qui renforce le camp de ses détracteurs à Madrid. Il perd encore La Capelle, Landrecies, Damvillers au profit des Français et est incapable de prendre Maubeuge tout en perdant des positions à l'occasion des opérations militaires. Même s'il parvient à conquérir Anvers, Châtillon et La Gueldre pendant les années qui suivent, il perd l'importante place forte d'Arras en 1640.

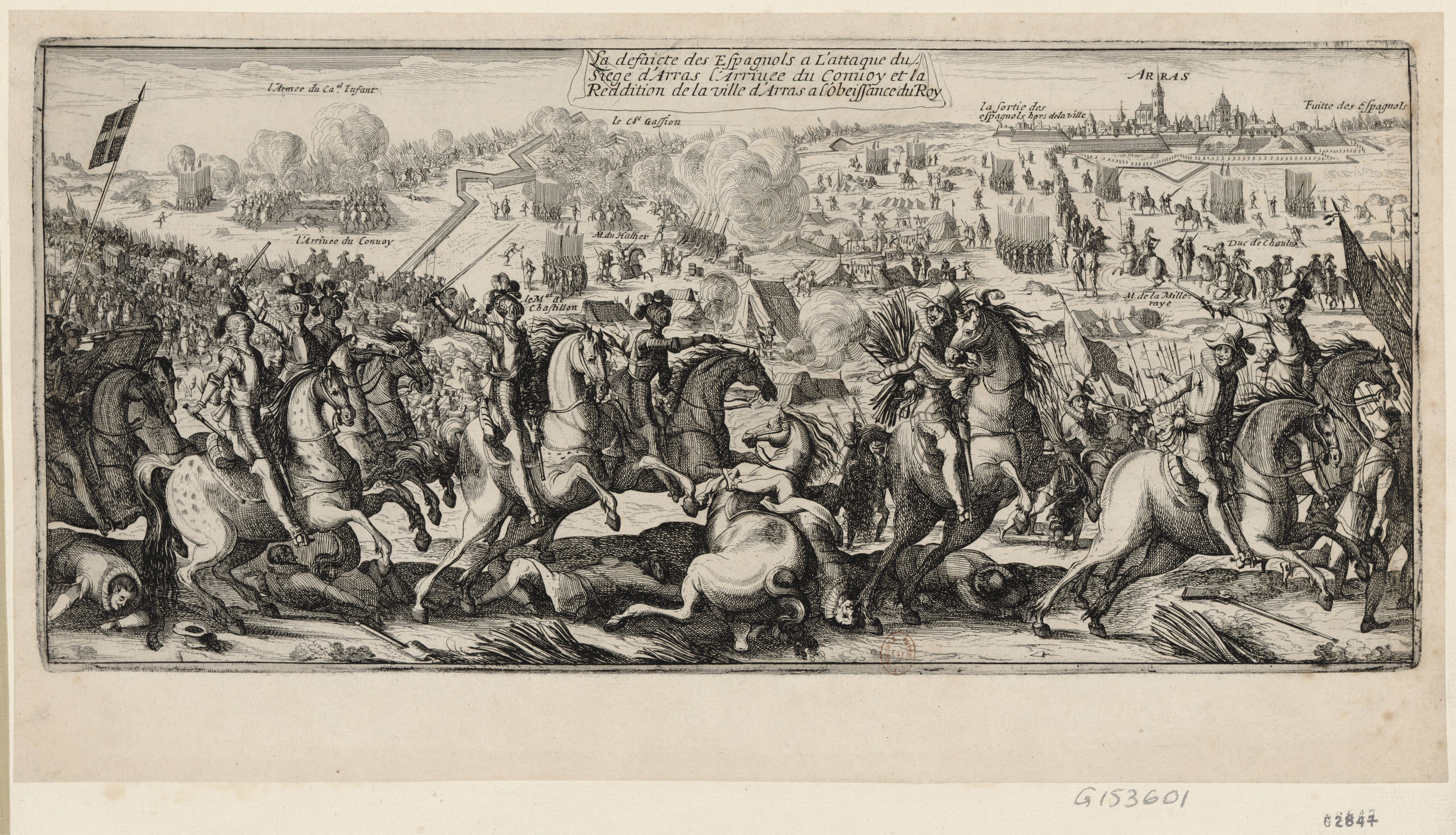
La défaite des Espagnols devant Arras en 1640. Estampe française anonyme.

Cependant, plus dangereux encore que ses adversaires sur le plan militaire sont ses ennemis à la cour d'Espagne. Il est le sujet de nombreuses rumeurs, de racontars, voire de mensonges, et le bruit court que Ferdinand a pour objectif de devenir souverain indépendant des Pays-Bas espagnols avec l'aide du roi de France, ennemi juré de l'Espagne. Cette rumeur parait confirmée par une autre selon laquelle la France manœuvre pour le marier avec la fille du duc d'Orléans, le propre frère du roi. Ces deux suppositions sont en fait sans fondement, mais ont pour but de le discréditer auprès du roi, son frère.
Au même moment, le royaume d'Espagne traverse une période difficile, sur le plan militaire tant que financier. Le cardinal-infant reçoit des ordres contradictoires concernant l'envoi de troupes vers la métropole pour combattre un soulèvement au Portugal.
Il tombe malade pendant les combats de 1641 et meurt le 9 novembre de cette même année, à Bruxelles, âgé de seulement 32 ans. On pense que son décès a été causé par la conjonction de la maladie et de l'épuisement. Des rapports évoquent un ulcère à l'estomac mais des rumeurs tenaces coururent, selon lesquelles il aurait été empoisonné.

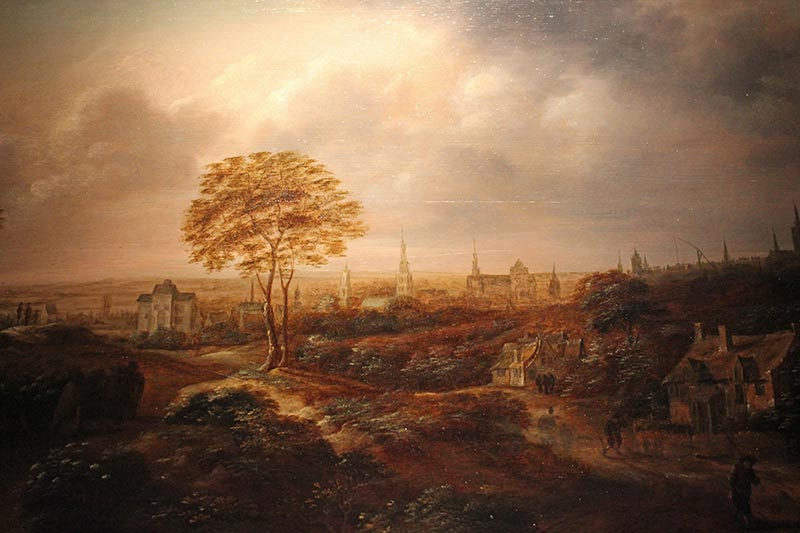
Coucher de soleil sur Bruxelles. Toile de Gillis Rombouts, v. 1651.

Avant de mourir, il avait été le père d'une fille illégitime nommée Marie Anne de la Croix et qui devait devenir religieuse. Elle naquit à Bruxelles en 1641 et mourut à Madrid en 1715.
Sa dépouille mortelle est ramenée en Espagne en 1643, et le nombre impressionnant de 12 000 requiem est récité, selon ses dernières volontés, pour le salut de son âme.
Un désaccord se fait jour quant à la question de savoir qui lui succèderait comme gouverneur général des Pays-Bas, causant une brouille entre l'Empereur  et son cousin le roi d'Espagne. L'Empereur Ferdinand III, qui est l'ancien compagnon d'armes de feu le cardinal-infant, aurait bien vu à cette charge son propre frère Léopold-Guillaume, chef militaire malchanceux, mais par ailleurs prince valeureux. En revanche le roi d'Espagne Philippe IV la destine à don Juan d'Espagne, fils illégitime qu'il a eu de la fameuse actrice María Calderón. L'intronisation de ce « bâtard » impopulaire est retardée et l'Espagne perd une bonne part de son autorité aux Pays-Bas, sous la direction peu avisée du gouverneur par intérim Francisco de Melo, marquis de Terceira.